# 京極町
京極町（日语：／ Kyōgoku chō */?）是北海道後志綜合振興局東部的一個城鎮，為日本最美麗的村莊聯盟成員之一。被列為日本「名水百選」和北海道遺產的湧水公園就位於町內的羊蹄山山腳下。京極町與札幌市南區相鄰，但兩邊的邊界全是森林，交通基礎設施不發達，無法直接前往札幌市。
町名源自最早來到此地開墾的和人京極高德子爵所成立的「京極農場」，為了紀念此事，在1940年將名稱由原本的「東俱知安」改為「京極」。

## 歷史
- 1897年：京極高德子爵開設京極農場。[5]
- 1910年4月1日：東俱知安村從俱知安村（現在的俱知安町）分割獨立為北海道二級村。
- 1923年4月1日：東俱知安村成為北海道一級村。
- 1940年4月1日：東俱知安村改名為京極村。
- 1962年5月1日：京極村改制為京極町。

## 交通

### 鐵路
- 過去曾有國鐵膽振線通過，但已於1986年11月1日停駛。

### 道路
| 一般國道 - 國道276號 | 主要地方道 - 北海道道95號京極定山溪線 - 北海道道97號豐浦京極線 道道 - 北海道道478號京極俱知安線 - 北海道道784號黑橋京極線 - 北海道道821號京極停車場線 |

### 巴士
- 道南巴士

## 觀光景點

### 觀光
- 後方羊蹄山的高山植物帶（國指定天然記念物）
- 湧水公園
- 京極溫泉
- 川上溫泉

## 教育

### 中學校
- 京極町立京極中學校

### 小學校
| - 京極町立京極小學校 | - 京極町立南京極小學校 |

## 姊妹市・友好都市

### 日本
- 丸龜市（香川縣）

## 外部連結
- （日語）京極町商工會 （页面存档备份，存于）